# Ntcheu
Ntcheu ist eine Stadt in der Zentralregion von Malawi mit 21.241 Einwohnern (Stand 2018).
Sie ist Hauptstadt des gleichnamigen Distriktes, der eine Fläche von 3424 km² und eine Einwohnerzahl von 659.608 aufweist. Ntcheu liegt im Hochland von Dedza auf halbem Wege an der Straße von Blantyre nach Lilongwe.

## Bevölkerung
Viele der hier lebenden Menschen sind dem Ursprung nach Ngoni aus dem heutigen Südafrika. Sie wurden im Rahmen der Mfecane durch die Kriege des Zuluhäuptlings Shaka (1787–1828) hierhin vertrieben.

## Wirtschaft
Wie in der Dedza-Region leben die Menschen hier vom Kartoffelanbau, aber auch von Kohl und Tomaten. Sie verkaufen diese Früchte an der Straße. Die Stadt bezieht ihr Trinkwasser (zum Teil?) aus einem Tal bei Chiole.

## Persönlichkeiten
- Saulos Chilima (1973–2024), Politiker